# Michael Moorcock
Œuvres principales
- Cycle d'Elric
- Le Cycle du guerrier de Mars
- La Légende de Hawkmoon
- Les Aventures de Jerry Cornelius
- La Quête d'Erekosë
- Les Livres de Corum
- Le Nomade du temps
- Les Danseurs de la fin des temps
- Le Pacte de Von Bek

Michael John Moorcock [ˈmaɪkəl dʒɒn mɔːkɒk], né le 18 décembre 1939 à Mitcham, près de Londres, est un écrivain britannique, auteur de nombreux romans fantastiques, de fantasy et de science-fiction.

## Biographie
Michael Moorcock est un grand amateur de Edgar Rice Burroughs, ce qui le conduit en 1957 à devenir rédacteur en chef de la revue Tarzan Adventures ; il n'a alors que dix-huit ans. Il y publie ses premières nouvelles en 1957-1958, autour du héros Sojan, puis une série de romans pastichant Burroughs, le Cycle du guerrier de Mars, au début des années 1960. Vers la même période, il crée son héros le plus fameux, Elric de Melniboné (le premier recueil de nouvelles d'Elric, The Stealer of Souls, paraît en 1963), sur lequel il ne cesse de revenir au cours de sa carrière. En 1962, il épouse Hilary Bailey. Ils ont deux filles, Katherine (1963) et Sophie (1964), puis en 1971, un fils, Max.
Moorcock devient directeur de la revue New Worlds en mai 1964 et le reste jusqu'en avril 1968. Il est alors rejoint à la direction par James Sallis, puis en février 1969 par Charles Platt (en). Un mois plus tard, James Sallis quitte la direction, et en avril c'est au tour de Moorcock de quitter la revue. Il revient en directeur unique pour les mois de septembre et octobre 1969. Durant son passage à la tête de New Worlds, la revue publie de nombreux jeunes auteurs (Roger Zelazny, Norman Spinrad, Gene Wolfe, John Brunner) dont les innovations sont mal vues par les lecteurs de science-fiction. New Worlds accumule de lourdes dettes qui obligent Michael Moorcock à écrire de nombreux romans alimentaires.
L'auteur a également écrit des paroles de chansons pour les groupes de rock Blue Öyster Cult et Hawkwind, ainsi que le sien (The Deep Fix).

### Genres abordés

#### Heroic fantasy
Michael Moorcock est l'un des auteurs vivants d'heroic fantasy les plus prolifiques.
La plupart des cycles de Moorcock sont des œuvres de fantasy. La création d'Elric de Melniboné, en 1961, est suivie de celle de Dorian Hawkmoon en 1967, de Corum et de Erekosë en 1970. Tous sont des anti-héros aux prises avec un monde divisé entre Loi et Chaos, et Moorcock les relie en faisant d'eux des incarnations du Champion éternel, héros destiné à combattre pour l'équilibre au sein du Multivers.

#### Science-fiction
La science-fiction tient une part plus réduite dans l'œuvre de Moorcock, mais est présente dès ses débuts : il publie en 1965 les trois romans du Cycle du guerrier de Mars, où le héros se retrouve propulsé par une expérience dans le passé lointain sur Mars. Le magazine Fiction traduit en 1973 pour son numéro spécial no 22 la nouvelle Le Jardin d'agrément de Felipe Sagittarius (The Pleasure Garden of Felipe Sagittarius), écrite en 1965, où un enquêteur qui traverse le temps va percer le mystère d'un assassinat dans le jardin d'Otto von Bismarck. Son roman Voici l'homme (1969) voit un homme voyager dans le temps jusqu'à la Judée du Ier siècle pour y rencontrer Jésus.
En 1971, avec Le Seigneur des airs (Warlord of the Air) premier tome de la trilogie Le Nomade du temps, Moorcock imagine un monde dont la technologie serait restée bloquée sur la machine à vapeur comme moteur et les dirigeables comme moyen de locomotion et de combat ; il s'agit d'une des premières œuvres relevant du genre steampunk. En 1972, il publie Une Chaleur venue d'ailleurs (An Alien Heat) premier roman du cycle des Danseurs de la fin des temps, qui joue à la fois avec l'uchronie et la science-fiction, en invitant dans un futur très éloigné une femme de l'ère victorienne.
C'est en 1978 que Moorcock écrit son plus gros succès dans le genre uchronique avec Gloriana ou la reine inassouvie (Gloriana or the Unfulfill'd Queen), doublement récompensé la même année par le prix John-Wood-Campbell Memorial et le prix World Fantasy du meilleur roman.
Plus récemment, il a écrit un roman dans l'univers du Doctor Who : The Coming of the Terraphiles (disponible le 28 octobre 2010).

## Michael Moorcock et le féminisme
Notamment au cours d'interviews, Michael Moorcock a dévoilé son engagement féministe. C'est ainsi que dans l'Independent il se décrit comme étant « pro-féministe depuis longtemps », ajoutant qu'il a lu « la plupart des textes classiques » du mouvement féministe. Dans le même entretien, il affirme que pour lui « le féminisme est le mouvement politique le plus important de notre époque ». Dans une autre interview, il se définit comme un « partisan du féminisme » qui souhaiterait « voir plus d’ouvrages traitant des questions de genre ».
C'est dès sa jeunesse, dans les années 1960 et 1970, que Moorcock rejoint le mouvement féministe américain et se bat notamment pour le droit à l'avortement, tout en s'engageant en parallèle dans le mouvement des droits civiques et pour la liberté d'expression.
Moorcock a ainsi sympathisé avec la féministe Kate Millett, dans le même temps il a tout particulièrement entretenu une longue amitié avec la féministe radicale Andrea Dworkin, n'hésitant pas à se désigner comme un « Dworkinista ». Ils se sont rencontrés pour la première fois lors d'une discussion sur la littérature à l'université d'East Anglia en Angleterre, Moorcock expliquait d'ailleurs qu'il était venu à East Anglia seulement pour rencontrer Dworkin dont il appréciait déjà les ouvrages. Le roman de Dworkin Mercy (publié en 1992) a d'ailleurs été dédicacé à Moorcock, tandis que de son côté ce dernier faisait de même pour Dworkin avec son roman Jerusalem Commands (lui aussi publié en 1992). Moorcock expliquait également que Dworkin était une de ses meilleures amies, son admiration pour la féministe lui avait même fait dire que c'était comme « si j'avais eu la chance d'avoir pour amie Rosa Luxemburg ». Il continuait en disant que « politiquement, elle est la plus puissante influence de mon travail », à tel point qu'il ajoutait : « c'est important pour moi d'avoir son assentiment sur mes livres ». Leur amitié s'est également concrétisée dans une interview, donnée au magazine New Statesman en 1995, dans laquelle Moorcock interroge Dworkin.

## Œuvres
Michael Moorcock a produit une œuvre très abondante : la bibliographie proposée par Maxim Jakubowski dans Le Livre d'or de la science-fiction, en 1981, compte près de deux cents items, et Moorcock a continué à écrire depuis.
L'essentiel de sa production peut être regroupé sous le titre général d'Hypercycle du Multivers, divisé en plusieurs cycles indépendants mais reliés :
- Cycle d'Elric (dix tomes, 1961-2011, plus de nombreux ouvrages supplémentaires) ;
- Le Cycle du guerrier de Mars (trois tomes, 1965) ;
- La Légende de Hawkmoon (deux cycles en sept tomes, 1967-1975) ;
- Les Aventures de Jerry Cornelius (quatre tomes, 1969-1977 plus de nombreux ouvrages supplémentaires) ;
- La Quête d'Erekosë (trois tomes, 1970-1986) ;
- Les Livres de Corum (deux cycles en six tomes, 1971-1974) ;
- Le Nomade du temps (trois tomes, 1971-1981) ;
- Les Danseurs de la fin des temps (quatre tomes, 1972-1976) ;
- Le Pacte de Von Bek (trois tomes, 1981-1986).

## Récompenses
- 1967 : prix Nebula du meilleur roman court pour Voici l'homme
- 1972 : Prix August Derleth pour le roman Le Chevalier des épées
- 1973 : prix August Derleth pour le roman Le Roi des épées
- 1974 : prix British Fantasy pour la nouvelle L'Homme aux yeux de jade
- 1975 : prix August Derleth pour le roman Le Glaive et l'Étalon
- 1976 : prix August Derleth pour le roman Les Terres creuses
- 1977 : Guardian First Book Award pour le roman Vous aimez la muzak ?
- 1979 : prix John-Wood-Campbell Memorial pour le roman Gloriana ou la reine inassouvie
- 1979 : prix World Fantasy pour le roman Gloriana ou la reine inassouvie
- 1993 : prix British Fantasy (prix spécial du jury)
- 2000 : prix World Fantasy pour l'ensemble de sa carrière
- 2002 : entrée au Science Fiction and Fantasy Hall of Fame
- 2004 : prix Utopiales pour l'ensemble de sa carrière
- 2004 : prix Bram Stoker pour l'ensemble de sa carrière
- 2008 : prix Damon-Knight Memorial Grand Master pour l'ensemble de sa carrière
- 2008 :  prix Haxtur de la meilleure histoire longue pour Elric (avec Walter Simonson)

## Autres travaux d'écriture

### Cinéma
Dans les années 1970, Moorcock travaille également comme scénariste pour le cinéma. Deux scénarios seront portés à l'écran.
Il adapte en premier lieu son roman Le Programme final (The Final Programme), premier tome des Aventures de Jerry Cornelius ; mais à la suite d'un désaccord avec le metteur en scène Robert Fuest, il retire son nom du générique. Le film sort en 1973 sous le titre The Final Programme (Les Décimales du futur en France).
Il renoue ensuite avec Edgar Rice Burroughs dont il adapte un roman en collaboration avec James Cawthorn pour le réalisateur Kevin Connor. Le film sorti en 1975 sous le titre The Land that Time Forgot (Le Sixième Continent en France). Il écrit un troisième scénario adaptant Stormbringer, mais qui ne sera jamais tourné.

### Comics
Michael Moorcock a écrit le scénario de plusieurs comics, notamment des adaptations des aventures d'Elric :
- en 1972, il écrit le scénario d'une histoire en deux parties mettant en scène Elric : A Sword Called Stormbringer ! et The Green Empress Of Melniboné pour la série Conan le Barbare ;
- de novembre 1997 à octobre 1998, il écrit 12 numéros pour la série Michael Moorcock's Multiverse ;
- en septembre 2004, Moorcock revient avec Elric pour écrire l'histoire de sa jeunesse avec deux histoires pour Elric: The Making of a Sorcerer ;
- en juin 2005, il écrit le scénario de The Black Blade of the Barbary Coast (deuxième partie de The Color of Evil) pour la série Tom Strong ;
- en juillet 2006, il écrit un troisième épisode pour Elric: The Making of a Sorcerer.

### Musique
Michael Moorcock a écrit les paroles de trois chansons du groupe de hard rock Blue Öyster Cult :
- The Great Sun Jester (album Mirrors, 1979) ;
- Black Blade (album Cultösaurus Erectus, 1980[9],[10],[11]) ;
- Veteran of the Psychic Wars (album Fire of Unknown Origin, BO du film Métal hurlant, 1981).

Il apparaît également en tant que chanteur sur l'album Warrior on the Edge of Time du groupe anglais Hawkwind. Le groupe lui doit les paroles de nombreuses chansons (notamment sur les albums Zones et Sonic Attack), ainsi que l'élaboration de l'album The Chronicle of the Black Sword, basé sur la saga d'Elric. Il apparaît aussi comme narrateur sur le double CD et le DVD Live Chronicles, enregistré pendant la tournée de promotion de l'album précité. Hawkwind est cité plusieurs fois dans ses œuvres : A Dead Singer, L'Assassin anglais.
En 1980, il écrit le roman The Great Rock 'n' Roll Swindle, inspiré par le film des Sex Pistols du même nom.
Enfin, avec Steve Gilmore et Graham Charnock, il fonde le groupe Michael Moorcock and the Deep Fix avec lequel il sortira deux 45 tours Dodgem Dude / Star Cruiser et Brothel in Rosenstrasse / Time Centre ainsi qu'un album en 1975, The New World's Fair, disque apocalyptique sur lequel il chante, joue de la guitare et de la mandoline, et dont il signe une bonne partie des textes. Le Deep Fix est aussi cité dans les aventures de Jerry Cornelius.
Un album de démos des chansons de The New World's Fair sortira en 2006 sous le titre Rollercoaster Holiday.
Deux ans plus tard, sortira un album présentant les démos de deux projets musicaux avortés, The Entropy Tango & Gloriana Demo Sessions.
En 2010, le collectif musical Spirits Burning sort l'album Alien Injection qui contient quatre morceaux "enrichis" provenant des demo sessions de Gloriana et Entropy Tango.
On peut noter aussi sa participation au disque Lucky Leif and the Longships de Robert Calvert (un membre d'Hawkwind), disque produit par Brian Eno ; Robert Calvert est à l'origine du personnage décrit dans la nouvelle The Opium General. Jill Riches, illustratrice ayant réalisé la couverture de plusieurs livres de Moorcock, fut successivement mariée à celui-ci et à Calvert.
Enfin, pendant un temps, un (double ?) album avait été annoncé à paraître sous le titre Mother London / Queen of the City, mais n'a finalement jamais vu le jour…

## Jeux de rôles
Les sagas de Elric et de Hawkmoon ont fait l'objet d'une adaptation en jeux de rôle : respectivement Stormbringer (qui est ensuite devenu Elric et Princes dragons pour sa version D20) et Hawkmoon.
Annoncé depuis très longtemps par Chaosium, ce n'est qu'en 2001 que la société australienne Darcsyde Production édite - sous licence Chaosium - Corum, un supplément à la cinquième édition de Stormbringer permettant de s'aventurer dans le monde des cinq plans.
De plus, une dernière adaptation en jeu de rôle a vu le jour sous le titre de Mournblade.